# Christina Aguilera
Christina María Aguilera (18 de desembre de 1980, Staten Island, Nova York) és una cantant, productora i actriu estatunidenca d'origen equatorià i irlandès.

## Trajectòria
La seva primera aparició a la televisió pública fou el 1990 en un programa de nous talents. S'embarcaria posteriorment a la factoria Disney com a concursant del programa "The Mickey Mouse Club", juntament amb Britney Spears i Justin Timberlake, entre els anys 1993 i 1994. Després de gravar «Reflection», el tema principal de la pel·lícula Mulan, firmà amb la discogràfica RCA per als anys següents.
Però la fama mundial no li arribà fins al 1999, l'any que Christina va saltar a la fama mundial amb el seu primer disc del mateix nom, "Christina Aguilera", que va aconseguir situar tres dels quatre singles de l'àlbum al número 1 de la llista musical "Billboard Hot 100" «Genie in a Bottle», «What a Girl Wants», i «Come On Over Baby». El 2000 llançà el seu segon disc debutant dins del gènere del pop-llatí, «Mi Reflejo», el qual consistia en l'adaptació del seu primer treball al castellà enfocat al gran públic hispanoparlant. Dins de la seva gira promocional va visitar el programa de TV3, La Cosa Nostra, on va explicar la necessitat de tornar a les seves arrels llatines i aprendre a parlar castellà perfectament. Pocs mesos després es posaria a la venda el que seria el seu tercer àlbum i el primer nadalenc, My kind of Christmas. Les col·laboracions amb altres artistes, com ara la seva participació en el tema de la pel·lícula Moulin Rouge anomenat «Lady Marmalade» i el ressò mediàtic de la seva particular veu i presència escènica li van merèixer la consolidació artística internacional.
Tot i això, mai va amagar el seu descontentament davant el poc marge d'opinió que RCA li donava per a decidir música i imatge. Trencà llavors amb el seu mànager i va ser ella qui va agafar les regnes de la seva carrera, on volia mostrar-se com «ella mateixa» i donar èmfasi a la «llibertat» i a la «transparència personal». Tots aquests sentiments els va plasmar al seu quart disc, Stripped, que canvià radicalment la imatge de «noia bona» per una de més adulta, transgressora i fosca. L'estrena del seu primer single i videoclip de Stripped, «Dirrty», va provocar una forta sorpresa en la crítica musical davant la forta sexualitat que presentava. Malgrat tot, no va trigar a triomfar internacionalment amb «Dirrty», que li va fer guanyar nombrosos premis. «Beautiful», el segon reeixit single, va consolidar "Stripped" com un dels seus treballs més emblemàtics, que la portà per la seva primera gira mundial sota el nom de "Stripped World Tour", dins el qual va oferir el seu primer concert a Barcelona el 22 d'octubre del 2003.
No tornaria a llençar un disc fins al 2006, on amb "Back to Basics" va tornar a l'escena musical amb una renovada imatge i tematització artística, inspirada en la música de la primera meitat del segle xx, amb sons de soul, jazz i blues com a bases musicals. La nova imatge, més "polida" i amb més "maduresa artística", segons els crítics, va suposar una molt bona acceptació arreu i els tres singles mundials del disc, «Ain't No Other Man", «Hurt» i «Candyman» es convertirien posteriorment en "clàssics" dins la seva carrera.
L'any 2008 va editar el seu primer recopilatori musical, "Keeps Gettin' Better: A Decade of Hits", que recollia els seus temes més populars i coneguts de cadascun dels seus discos, així com dos noves cançons: «Dynamite» i «Keeps Gettin' Better». L'última esmentada va tenir un èxit notable, posicionant-se setena dins la llista estatunidenca Billboard Hot 100.
Dos anys més tard, Christina Aguilera presentava el seu sisè àlbum d'estudi, "Bionic", de caràcter futurista, amb elements del R&B, l'electropop i synthpop, amb una repercussió mediàtica un tal tèbia i crítiques moderades. El primer single del disc, «Not Myself Tonight», no va acabar de quallar a les llistes d'Andorra i Catalunya, així com a la resta d'Europa.
Paral·lelament, acabava de filmar Burlesque, la que es convertiria en la seva primera pel·lícula com a protagonista juntament amb la cantant Cher. L'edició en disc de la banda sonora de la pel·lícula, "Burlesque: Original Motion Picture Soundtrack", va gaudir de bones vendes donat l'èxit del film musical.
Posteriorment, la cadena de televisió estatunidenca NBC, la va contractar com a membre del jurat del programa musical de nous talents "The Voice" juntament amb CeeLo Green, Blake Shelton i Adam Levine, cantant del grup Maroon 5, amb qui faria una col·laboració durant el programa que es convertí en un èxit internacional: «Moves like Jagger».
Després de dos anys d'aturada musical, Christina Aguilera ja prepara el que serà el seu setè disc: "Lotus", que té prevista la seva sortida al mercat al novembre del 2012 amb «Your Body» com a senzill antecedent.
A part de ser coneguda per la seva capacitat vocal, vídeos musicals i imatge, inclou en les seves lletres temes com la seva dura infància, el menyspreu a les crítiques públiques i l'apoderament de les dones. També dedica molt del seu temps a la filantropia dins d'organitzacions no governamentals i a la defensa dels drets humans, que la inclou en ambaixadora de les Nacions Unides per al Programa Mundial d'Aliments.
Christina Aguilera ha rebut nombrosos premis i reconeixements, com una estrella al Passeig de la Fama de Hollywood, quatre premis Grammy i un Grammy Llatí, entre disset i tres nominacions respectivament. La revista Rolling Stone la posicionà 58a en una llista dels 100 Millors Cantants de la Història, la més jove de la llista i l'única per sota dels trenta anys que hi havia aparegut mai. Billboard la va posicionar en 20è lloc com a Artista de la dècada 2000-09 i s'ha convertit en el segon artista que més senzills ha venut als anys 2000 només per darrere de Madonna. La venda de discos de Christina Aguilera estan estimades en 50 milions d'unitats a tot el món, convertint-la en una de les cantants que més àlbums ha venut en tota la història.

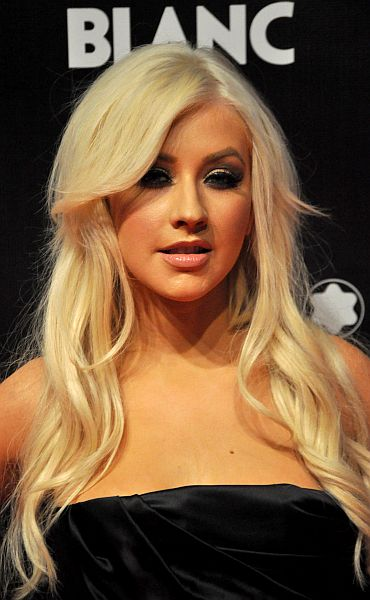
Christina Aguilera en la cerimònia "To John - With Peace & Love", el llançament global de Montblanc John Lennon Edition el 12 de septembre de 2010

## Discografia
- 1999: Christina Aguilera
- 2000: Mi Reflejo
- 2000: My Kind of Christmas
- 2002: Stripped
- 2003: Justin & Christina (amb Justin Timberlake)
- 2006: Back to Basics
- 2008: Keeps Gettin' Better - A Decade of Hits (recopilatori)
- 2010: Bionic
- 2010: Burlesque: Original Motion Picture Soundtrack (banda sonora original de Burlesque)
- 2012: Lotus
- 2018: Liberation

## Gires
- Christina Aguilera: In Concert (2000-2001)
- Justified/Stripped Tour (2003)
- Stripped World Tour (2003)
- Back to Basics Tour (2006-2007)

## Filmografia
- 2004: Shark Tale (veu), pel·lícula de DreamWorks
- 2008: Shine a Light (ella mateixa), pel·lícula de Martin Scorsese
- 2010: Get Him to the Greek (cameo), pel·lícula de Nicholas Stoller
- 2010: Burlesque (Ali Rose), pel·lícula de Steve Antin

## Guardons
Premis
- 2000: Grammy al millor nou artista